# Linzer Eisenbahnbrücke (2021)

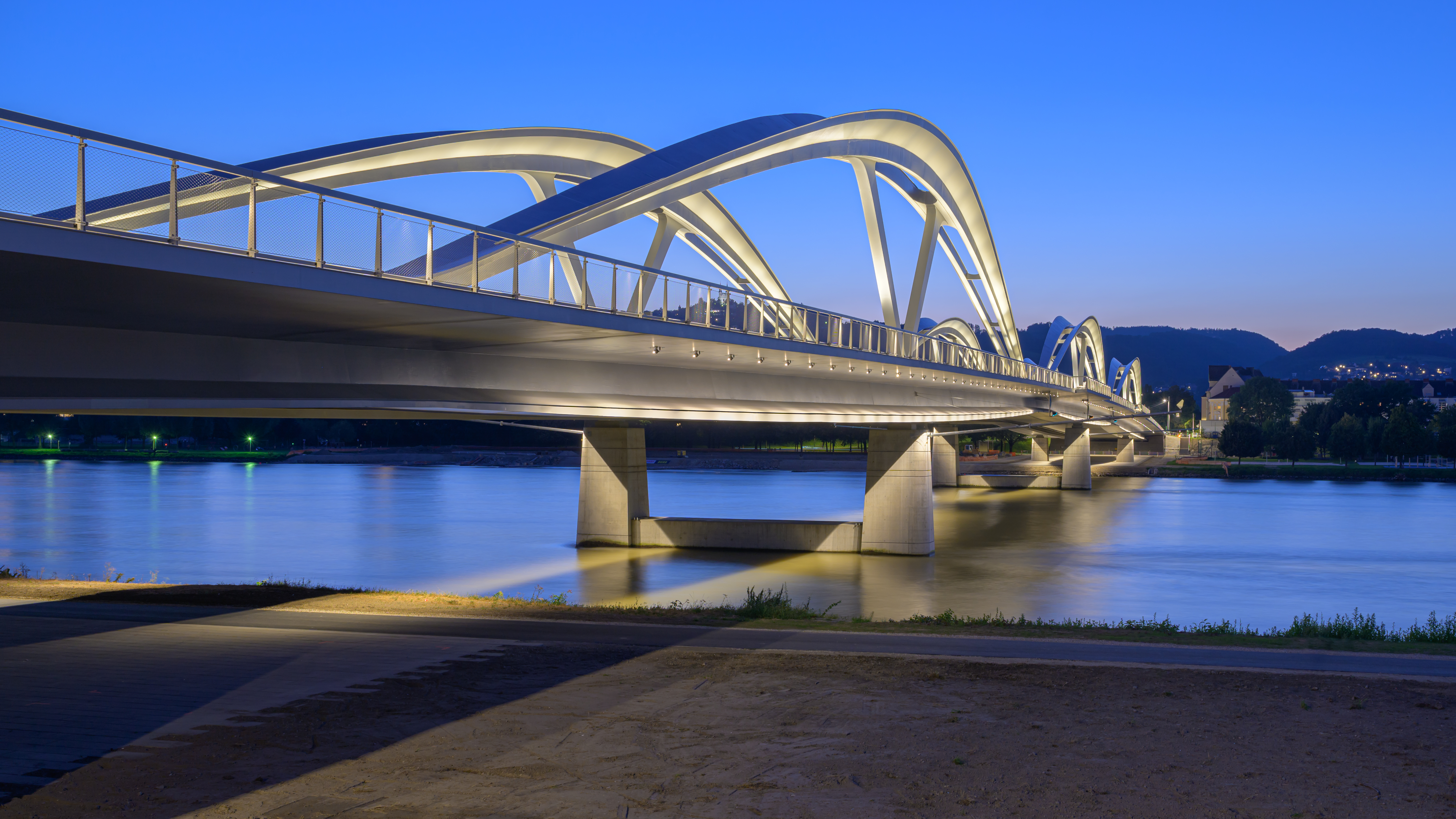
Nächtlich beleuchtete Eisenbahnbrücke

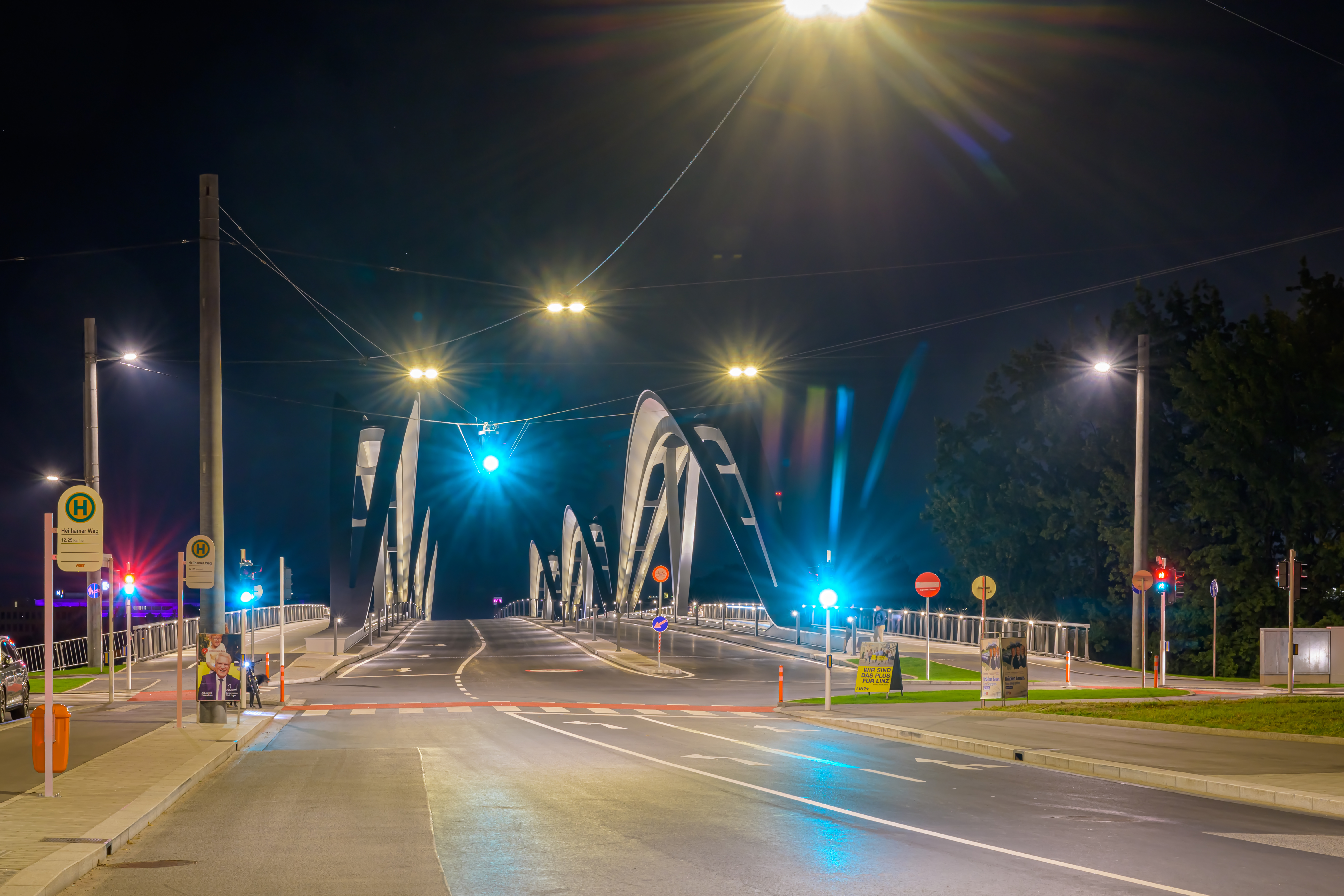
Fahrbahn der Eisenbahnbrücke von Linker Brückenstraße gesehen

Die Linzer Eisenbahnbrücke ist eine der Donaubrücken im Linzer Stadtgebiet. Sie wurde am 30. August 2021 für den Verkehr freigegeben und ist das Nachfolgebauwerk der gleichnamigen, im Jahr 1900 eröffneten Brücke. Im Gegensatz zum Vorgängerbauwerk ist die neue Linzer Eisenbahnbrücke eine reine Straßenbrücke, wobei die Führung der geplanten Regionalstadtbahn über die Brücke vorgesehen ist.

## Bauwerk
Die Brücke wurde von Marc Mimram Architecture Ingénierie, Paris, entworfen. Sie ist 396 m lang, 33,7 m breit und besteht aus drei Pfeilern (2 Strompfeiler, 1 Pfeiler im Hochwasserbett) und vier Feldern mit Pfeilerachsabständen von 78 – 120 – 120 – 78 m. Ihre drei bogenförmigen Tragkonstruktionen erinnern an die alte Brücke, stehen aber nicht mit ihren Enden auf zwei Pfeilern, sondern jeweils mittig auf einem Pfeiler, wo sie durch zwei V-förmig angeordnete Stäbe getragen werden. Konstruktiv sind es keine Bögen, sondern Zügelgurttragwerke, bei denen Koppelelemente nach Art eines Einhängeträgers die Zwischenräume zwischen ihnen bzw. zu den Widerlagern überbrücken.
Innerhalb der Bogenpaare flussaufwärtsseitig (westlich) liegt ein für die Regionalstadtbahn gedachter Streifen, der gegenwärtig als Busspur ausgeführt ist. Flussabwärts davon liegt eine zweispurige Fahrbahn mit zwei jeweils 3,5 m breiten Fahrstreifen für den allgemeinen Straßenverkehr. Unterhalb der Bögen verlaufen breit-niedrige mauerförmige Verkehrsflächentrenner. Außerhalb dieser gibt es ober- und unterwasserseitig je einen 2,5 m breiten Radweg und je einen 2 m breiten Gehweg. Die Gehwege liegen zu den Brückengeländern hin und werden dort zu längeren, je 1,1 m tiefen Balkonen mit Sitzgelegenheiten verbreitert, wo die Bögen von tiefliegenden Zonen unterbrochen werden.

## Bau der Brücke und Vorgeschichte
Laut einem Gutachten war die Stahlkonstruktion der Vorgängerbrücke als Folge der Salzstreuung massiv geschädigt, sodass Windböen die Brücke gefährdet hätten. Die Bauweise als genietete Eisenkonstruktion hätte hohe Kosten für eine Sanierung verursacht, sodass nach Ansicht von Verkehrslandesrat Hermann Kepplinger ein Abriss und Neubau technisch und wirtschaftlich die sinnvollste Variante war. Am 27. September 2015 entschied eine Volksbefragung über die Zukunft der 115 Jahre alten Eisenbahnbrücke, wobei als erste Option die Abtragung der alten und die Errichtung einer neuen Brücke und als zweite Option die Sanierung der bestehenden Brücke sowie die Errichtung einer Begleitbrücke für Straßenbahn und Kraftfahrzeuge zur Auswahl standen. 68 % der gültig abgegebenen Stimmen entfielen auf den Brückenneubau. Der Linzer Bürgermeister Klaus Luger erklärte das Ergebnis für bindend. Am Samstag, dem 27. Februar 2016 um 00:30 Uhr wurde die alte Brücke für den gesamten Verkehr gesperrt.
Auf der Brücke waren ursprünglich zwei Straßenbahngleise für die mittlerweile verworfene Neue Straßenbahnachse vorgesehen, tatsächlich wurde stattdessen eine Busspur realisiert. An deren Stelle sollen zu einem späteren Zeitpunkt Gleise für die geplante Regionalstadtbahn verlegt werden.
Laut der Initiative „Pro Mühlkreisbahn“ hätte die Mühlkreisbahn mit einem sofortigen Einbau der Gleise zeitnahe über die im Ausbau befindliche Linzer Hafenbahn zum Linzer Hauptbahnhof durchgebunden werden können. Stattdessen halten die Entscheidungsträger an der kürzeren und stadtnäheren Streckenführung fest, die jedoch erst in ferner Zukunft realisiert werden kann.
Im Juni 2017 wurde von Seiten der Stadt Linz bekannt gegeben, dass die geplante Brücke in sechs Verfahren zu Wasser-, Umwelt- und Schifffahrtsrecht erfolgreich geprüft wurde. Nach den von August bis Oktober 2017 dauernden Vorarbeiten wurde im Sommer 2018 mit dem Brückenneubau und dem Bau der Straßenanschlüsse begonnen. Die Arbeiten übernahm eine Arbeitsgemeinschaft der Firmen MCE, STRABAG und PORR. Der Spatenstich erfolgte am 4. Juli 2018. Die Fertigstellung war ursprünglich für Herbst 2020 geplant, jedoch sorgte ein Fehler in den statischen Berechnungen dazu, dass 500 Tonnen Stahl zu wenig berechnet wurden. Dadurch erhöhen sich nicht nur die Kosten, sondern auch die Fertigstellung wurde verzögert. Die beiden Stromtragwerke wurden auf der Urfahraner Donauseite an Land vorgefertigt und am 23. Februar 2021 (nördliches Tragwerk), sowie am 4. März 2021 (südliches Tragwerk) eingeschwommen und auf die beiden Flusspfeiler aufgesetzt. Die zwei Vorlandtragwerke wurden bereits zuvor errichtet.
Die neue Brücke wurde zunächst als Neue Donaubrücke Linz bezeichnet, am 8. April 2021 hatte jedoch der Stadtsenat beschlossen, dass die neue Brücke wie ihr Vorgängerbauwerk den Namen Eisenbahnbrücke tragen soll. Zur Abgrenzung von der alten Brücke, wird auch von der neuen Eisenbahnbrücke gesprochen.
Die Eröffnungsfeier fand am 28. August 2021 statt, die Gesamtkosten für die Errichtung der Brücke werden rund 82 Millionen Euro betragen. Die Verkehrsfreigabe erfolgte am 30. August 2021.

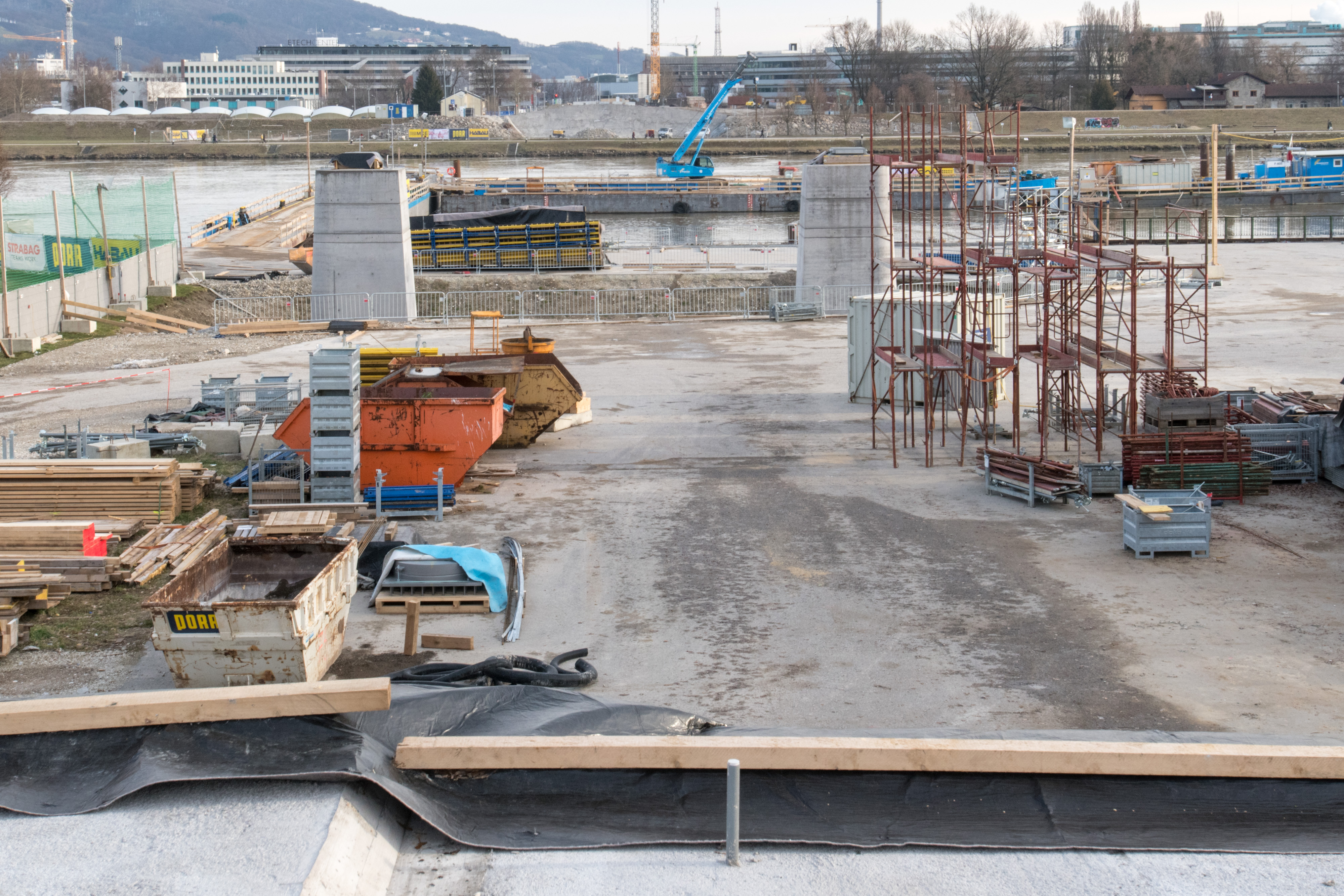
Errichtung Neue Eisenbahnbrücke (Jänner 2019)
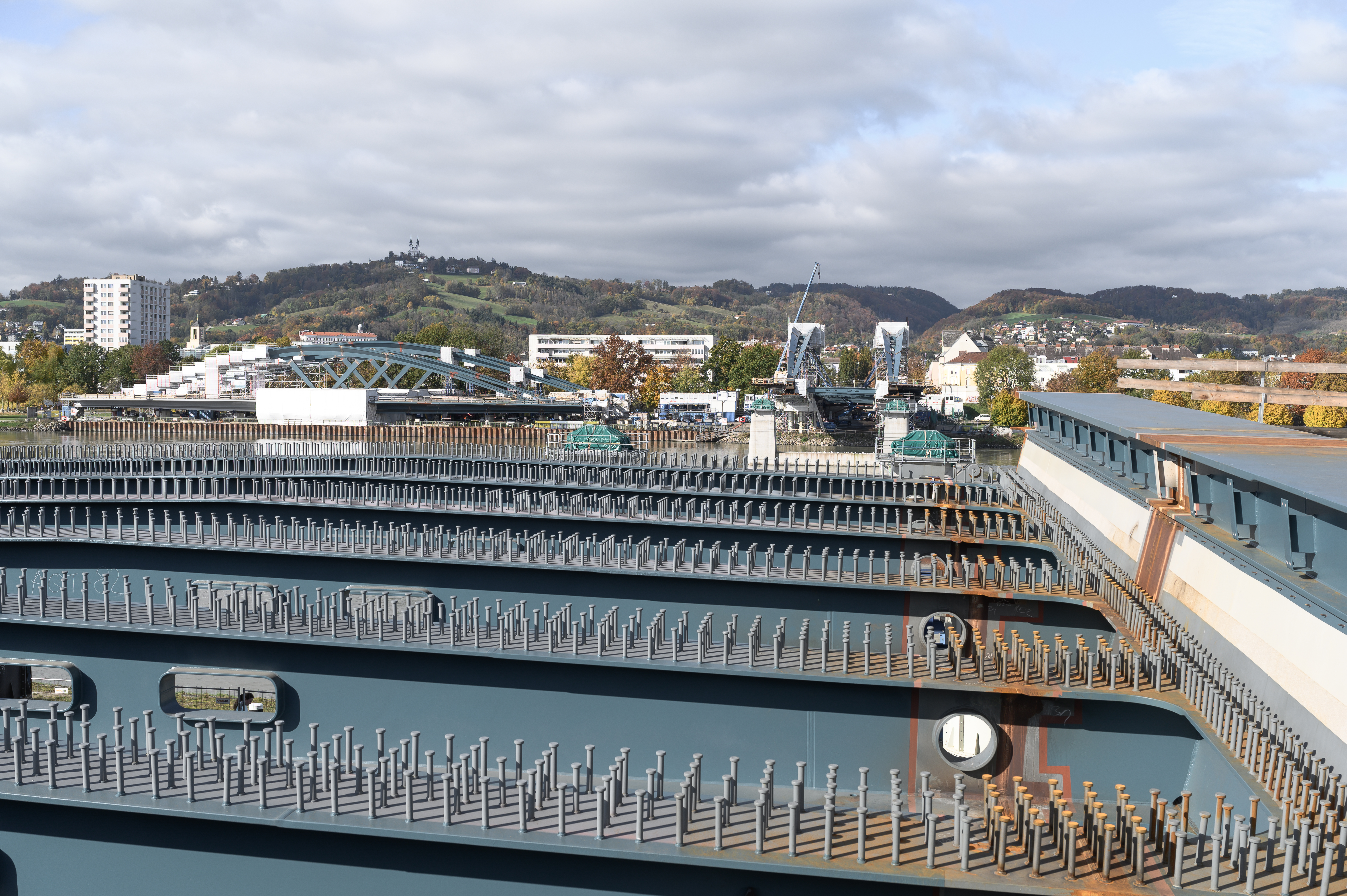
Stand Ende Oktober 2020, Blick von Linz nach Urfahr
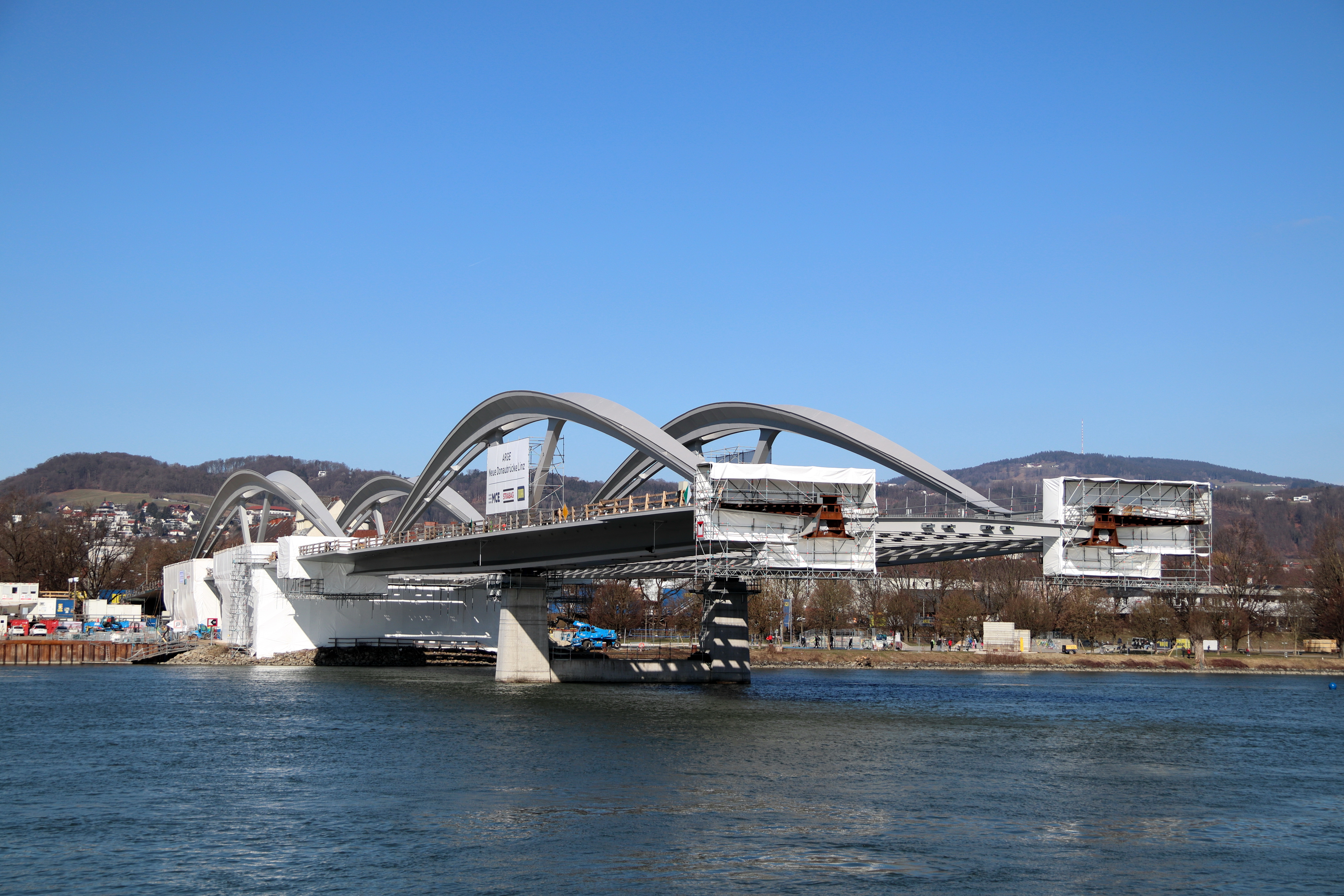
Neue Donaubrücke ohne Tragwerksbogen P3
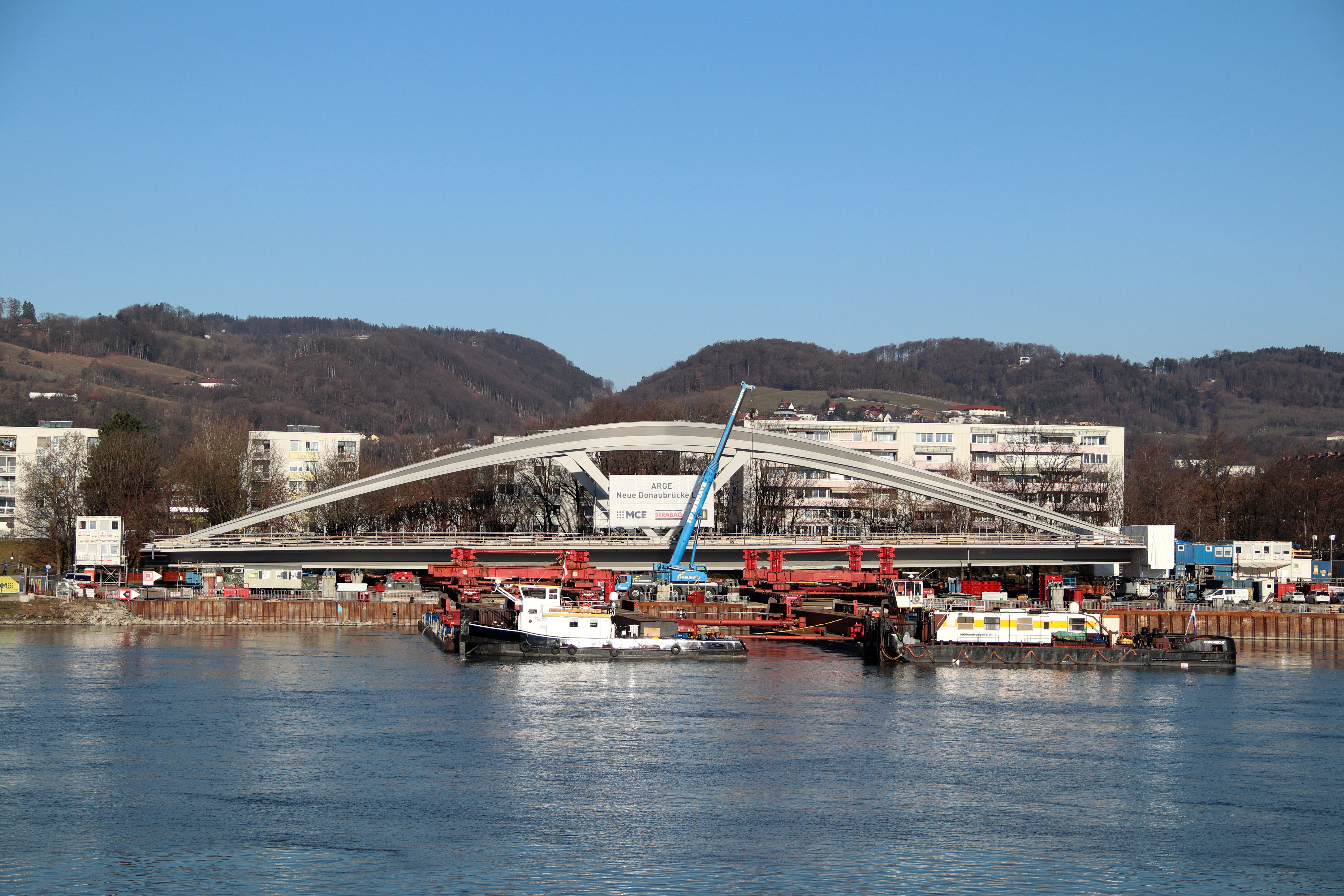
Tragwerksbogen P3
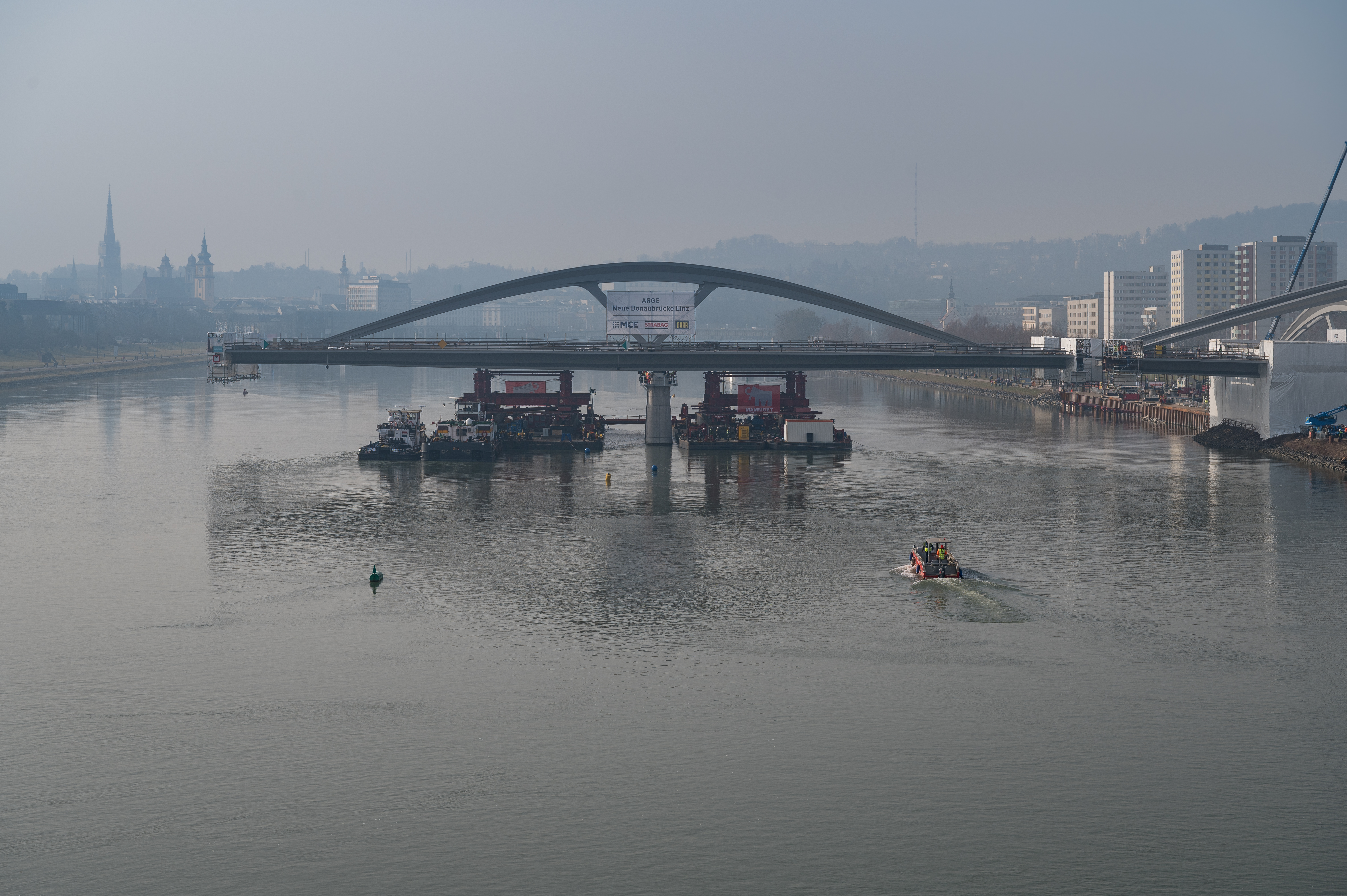
Tragwerksbogen P2 beim Aufsetzen auf den Pfeiler am 24. Februar 2021
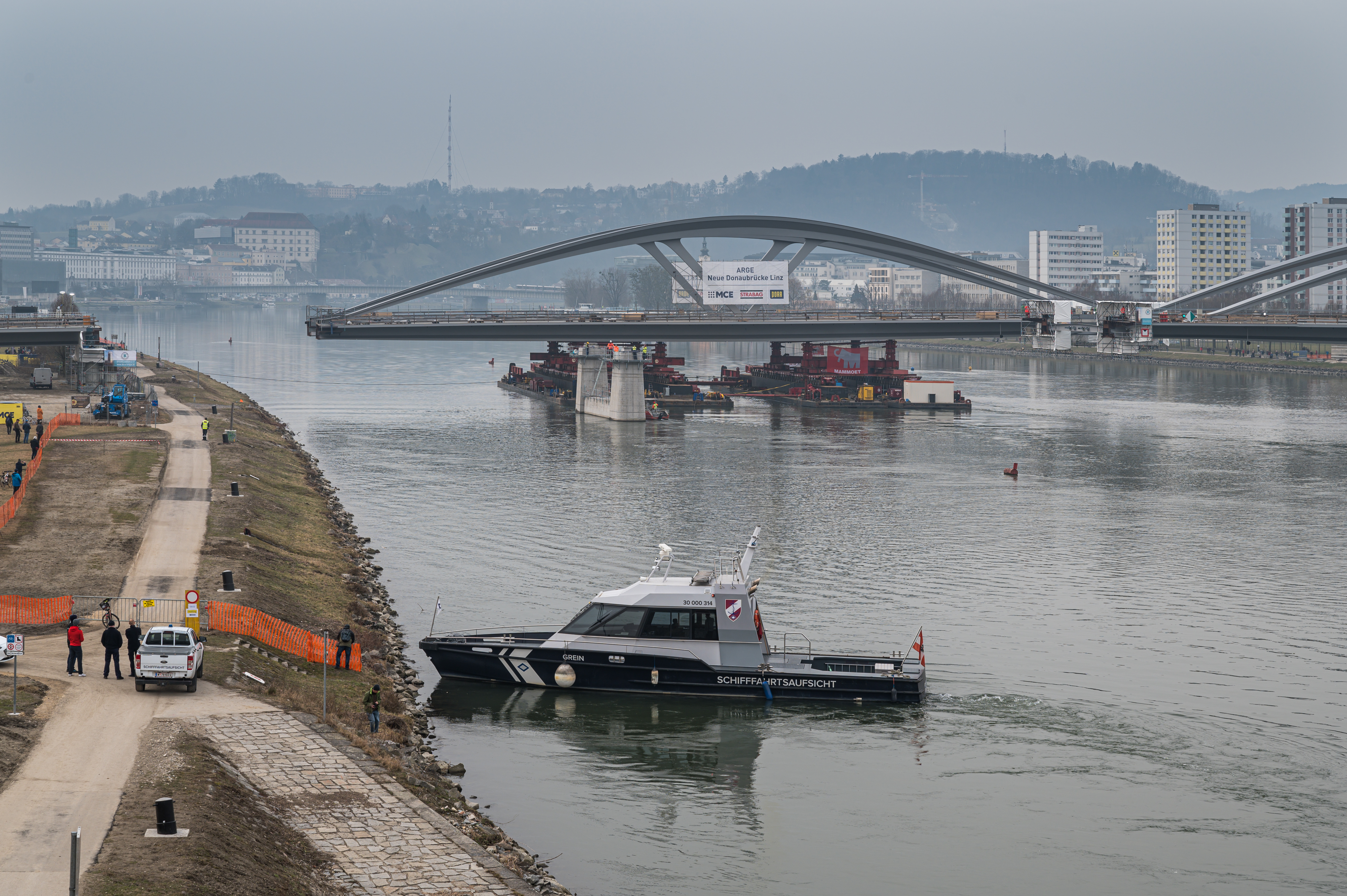
Tragwerksbogen P3 beim Einschwimmen am 4. März 2021
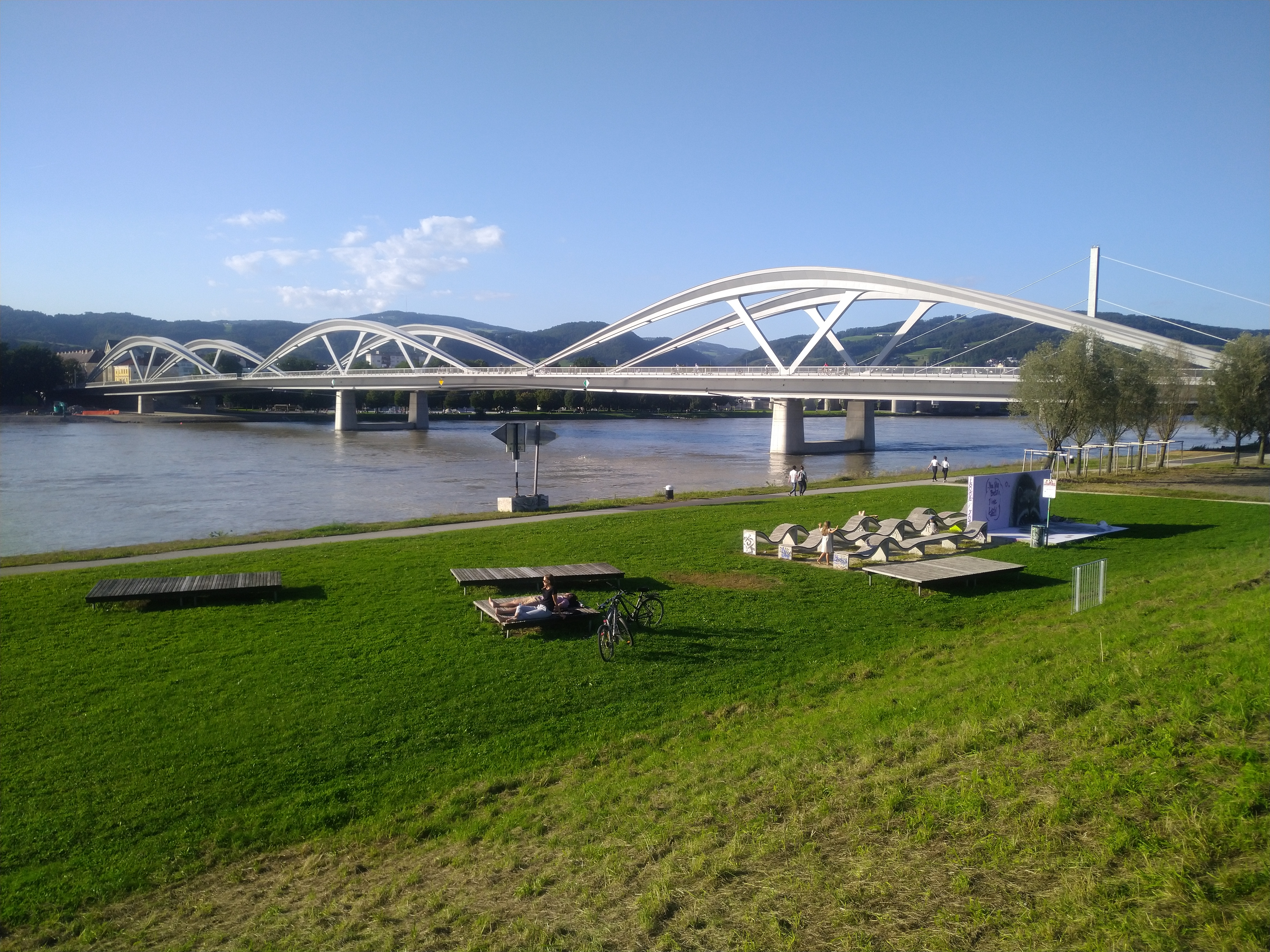
Neue Eisenbahnbrücke vom rechten Donauufer aus gesehen
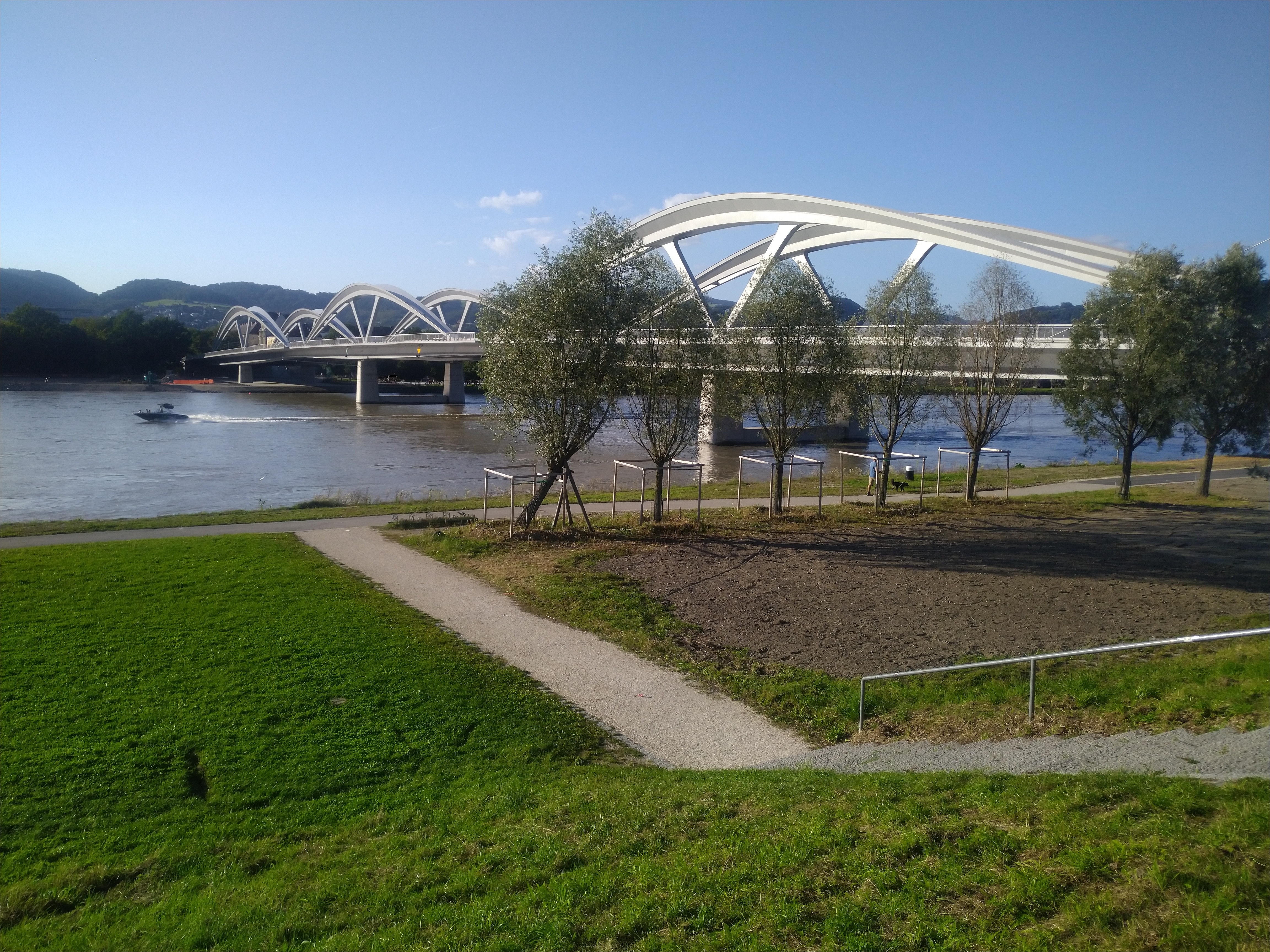
Neue Eisenbahnbrücke, nach Urfahr blickend